# Dent-Meerkatze
Die Dent-Meerkatze (Cercopithecus denti) ist eine Primatenart aus der Gattung der Meerkatzen (Cercopithecus) innerhalb der Familie der Meerkatzenverwandten (Cercopithecidae). Ihr Artstatus ist umstritten, oft wird sie mit der Wolf-Meerkatze zu einer Art zusammengefasst.

## Merkmale
Die Dent-Meerkatze ist auf dem Rücken und an den Außenseiten der Arme und Beine dunkelbraun gefärbt, die Bauchseite und die Innenseiten der Arme und Beine sind weißlich. Die dunklen Ruckenhaare sind an der Basis grau und dann drei bis vier Mal abwechseln hell und dunkel gefärbt. Die Haare im Gesicht sind gelblich, die nackte Gesichtshaut blaugrau und hellgelb rund um den Mund. Der Schwanz ist grau, im hinteren Teil dunkel. Die Tiere erreichen eine Kopf-Rumpf-Länge von 40 bis 50 cm und haben einen 68 bis 90 cm langen Schwanz. Das Gewicht ausgewachsener Männchen liegt bei 4,3 bis 5,7 kg, das der kleiner bleibenden Weibchen ist mit 2,8 bis 3,4 kg erheblich leichter.

## Lebensraum und Lebensweise

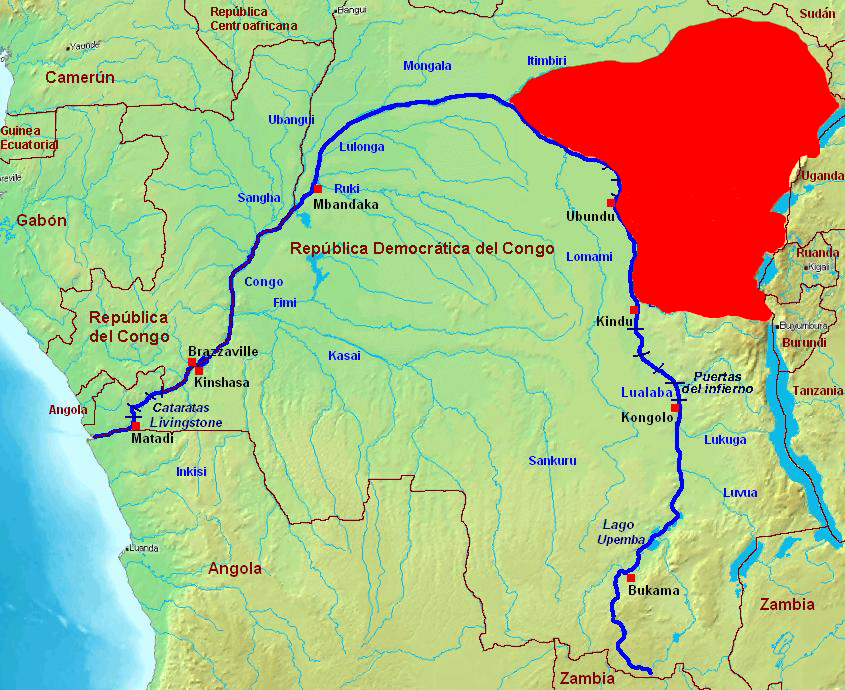
Verbreitungsgebiet der Dent-Meerkatze im nordöstlichen Kongo

Dent-Meerkatzen leben im Nordosten der Demokratischen Republik Kongo, in einem kleinen Gebiet im äußersten Westen von Uganda zwischen Albertsee und Ruwenzori-Gebirge und im Südwesten von Ruanda bis in den Nyungwe-Wald. Im Westen begrenzt der Kongo ihr Verbreitungsgebiet, im Osten das Albert-Rift, im Nordwesten der Unterlauf des Itimbiri (weiter östlich kommt die Art an beiden Seiten des Itimbiri vor) und im Süden reicht es bis zu den Kasongo-Savannen. Sie ist damit die am weitesten östlich vorkommende Art aus der Cercopithecus mona-Gruppe. Lebensraum der Dent-Meerkatze sind Regenwälder, u. a. der Ituri-Regenwald, Galeriewälder und Sumpfwälder bis in Höhen von 1000 Metern.
Über ihre Lebensweise ist nicht viel bekannt, wahrscheinlich stimmt sie mit der anderer Meerkatzenarten überein. Sie dürfte in Haremsgruppen leben und sich vorwiegend von Früchten, Blättern und Samen und gelegentlich von Insekten ernähren.
Sie ist in geeigneten Lebensräumen mit vielen Früchte tragenden Bäumen sehr häufig und die IUCN gibt an, das die Art ungefährtdet (Least Concern) ist.